# Alfred Schild (Architekt)

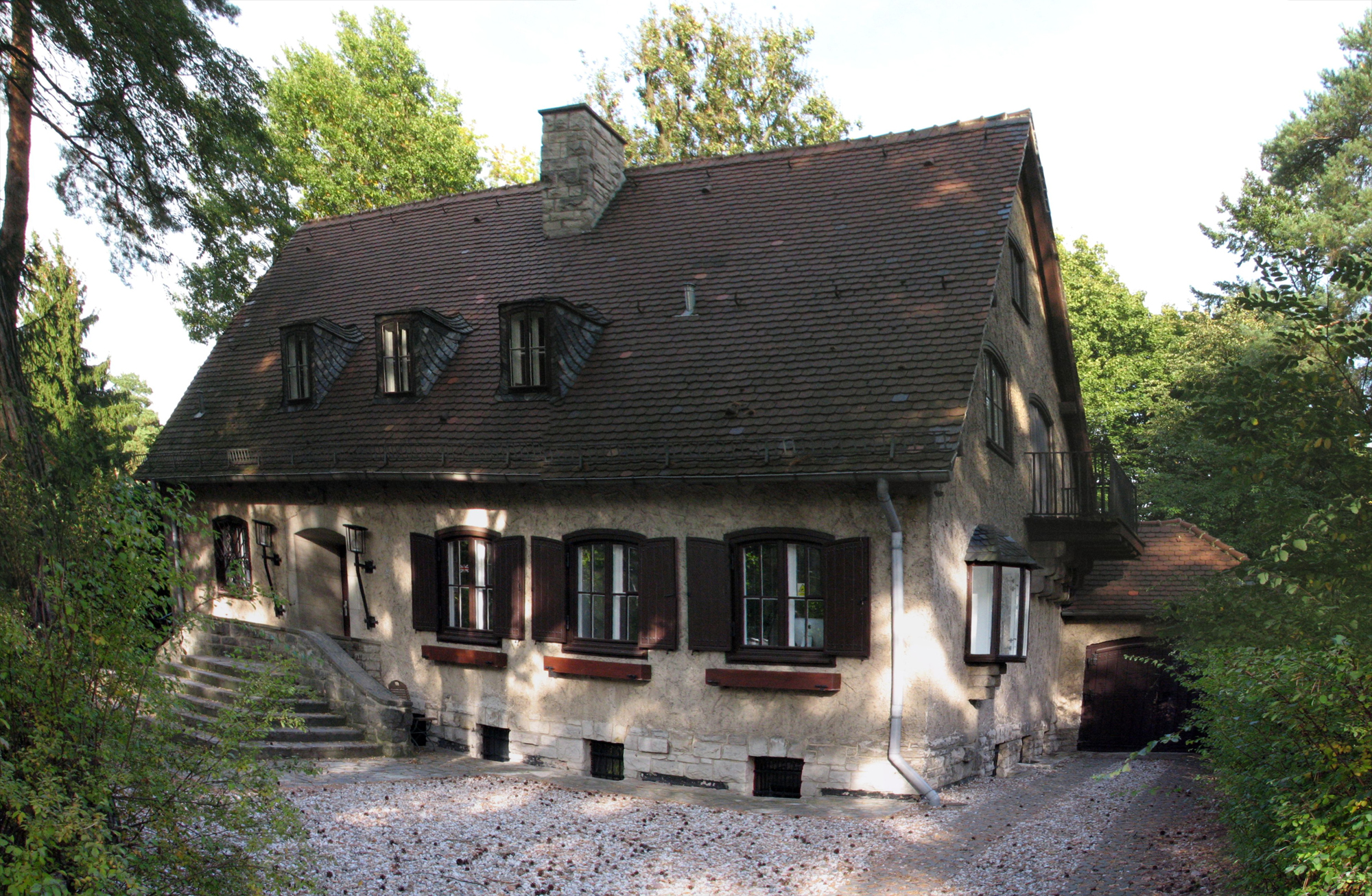
Kleinmachnow, Karl-Marx-Straße 72, Wohn- und Atelierhaus Alfred Schild

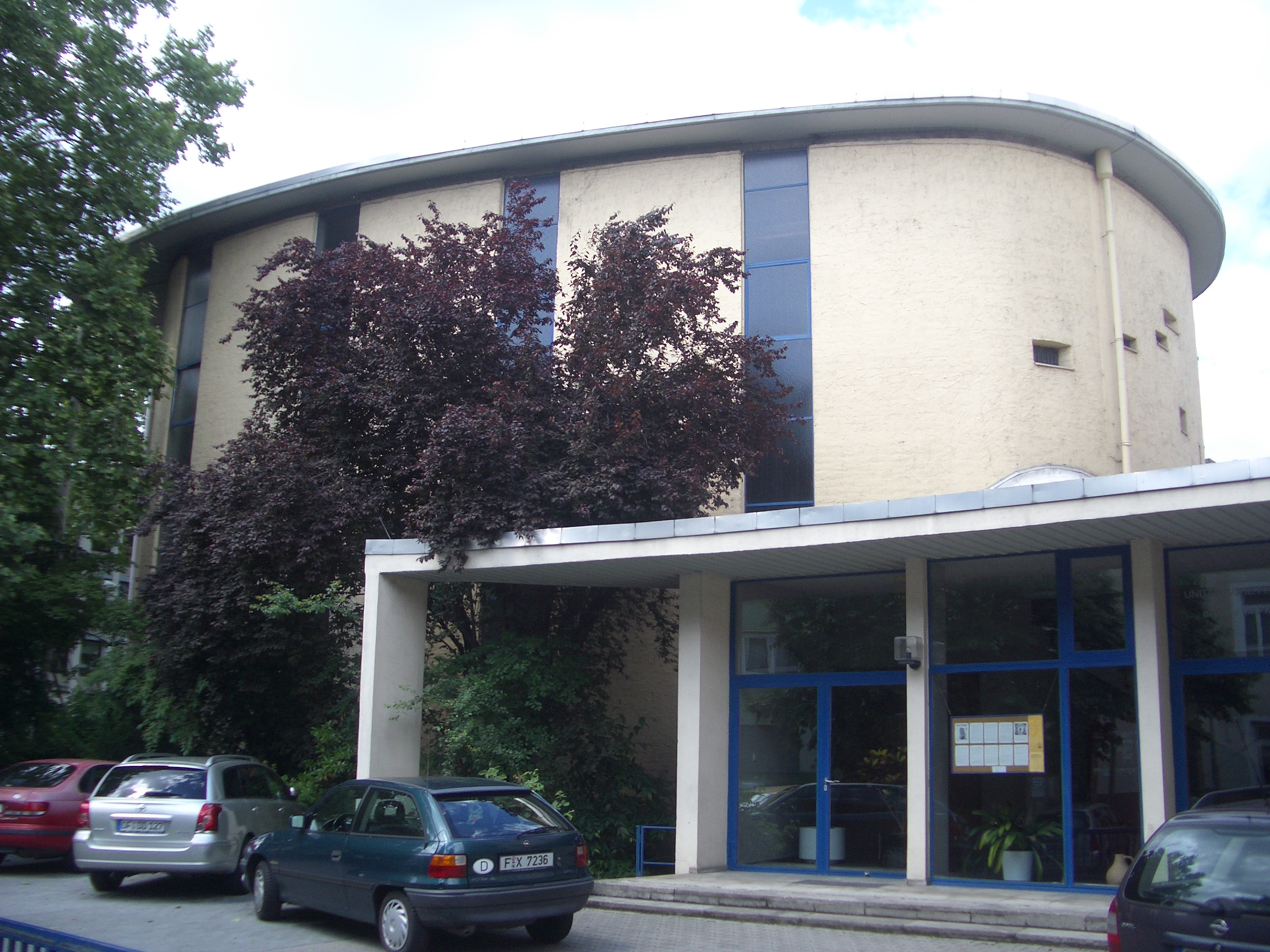
Frankfurt am Main, Unitarische Weihehalle, 1960

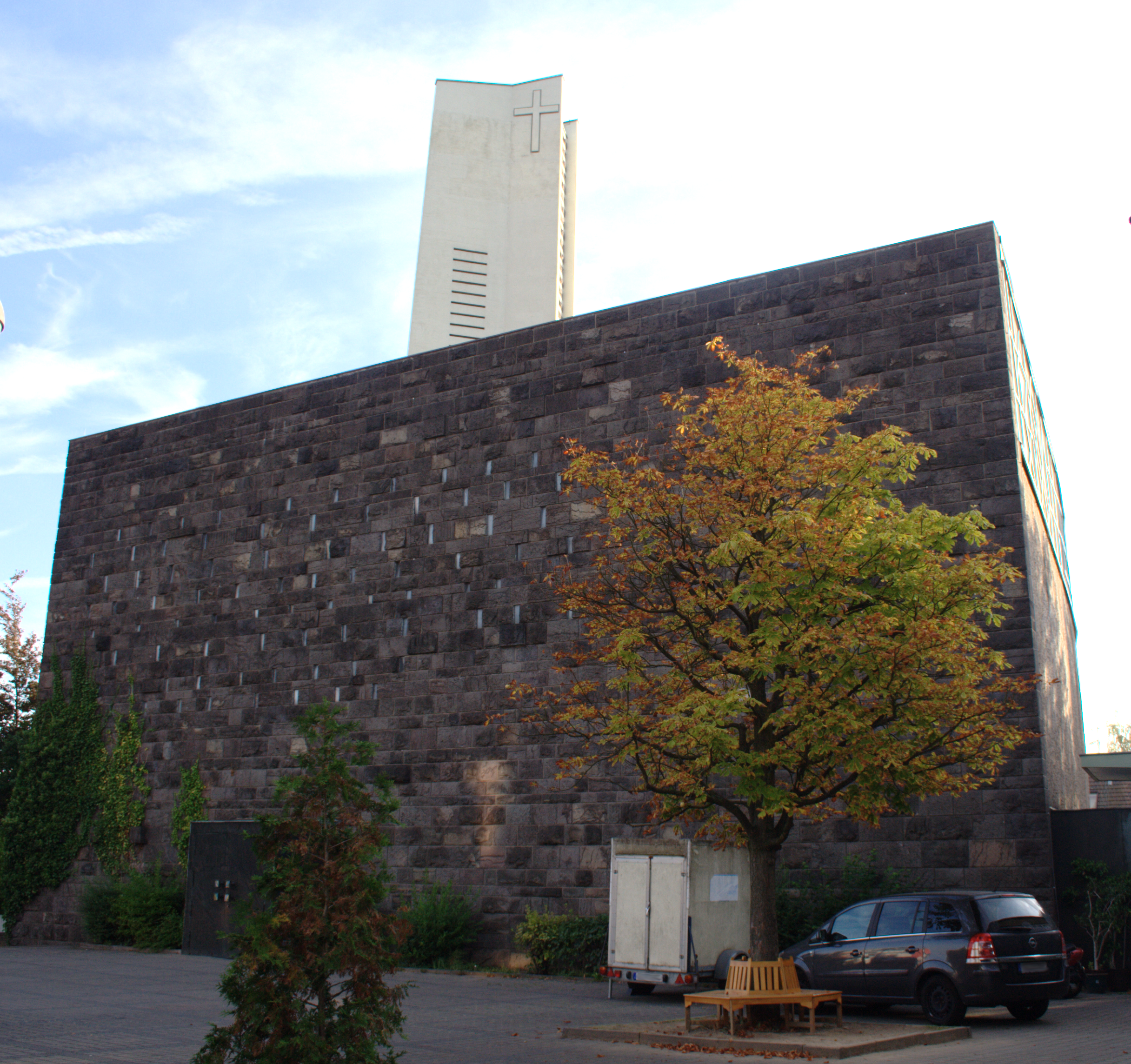
Gießen, Petruskirche, 1962

Alfred Schild (* 6. Januar 1905 in Berlin; † 23. April 1996 in Bad Salzhausen) war ein deutscher Architekt.

## Leben
Seine Ausbildung begann Schild 1919 beim Berliner Architekten und Burgenforscher Bodo Ebhardt. Nach dem Abschluss an der Berliner Baugewerkeschule arbeitete Schild Mitte der 1920er Jahre in der Planungsabteilung der Sommerfeld-Firmengruppe des Bauunternehmers Adolf Sommerfeld, zunächst als Mitarbeiter von Fred Forbat, von 1928 bis 1936 als Chefarchitekt. Vor dem Zweiten Weltkrieg war Schild im Berliner Umland vorwiegend im Siedlungsbau für Sommerfeld sowie als selbständiger Architekt tätig. Auch die von Sommerfeld geplante, aber nicht realisierte Berliner U-Bahn-Erweiterung über Mexikoplatz bis Kleinmachnow plante Schild. Auch für Grafiken und Gesamtkonzept der 1931/32 eröffneten Ladenpassagen des U-Bahnhofs Onkel Toms Hütte zeichnete er verantwortlich. Nach Kriegsende eröffnete Alfred Schild in Frankfurt am Main ein eigenes Architekturbüro. Im südhessischen Raum hinterließ er Profan- und Kirchenbauten im Stil einer gemäßigten Nachkriegsmoderne. Seine DGK-Bank war einer der ersten Bauten des Frankfurter Bankenviertels; er wurde 1957 um einen Anbau ergänzt und 2011 abgerissen. Andere seiner Bauten – wie die Unitarische Weihehalle (ebenfalls in Frankfurt am Main) – stehen heute unter Denkmalschutz.

## Bauten (in Auswahl)
- 1928–1936 Siedlungsplanung für Kleinmachnow bei Berlin
- 1930: Eigenes Wohnhaus in Kleinmachnow, heute Karl-Marx-Straße
- 1937/1938: Werkswohnungen, Bielenbergstraße 16–36, Kiel-Gaarden[3]
- 1951: Deutsche Genossenschaftskasse (DGK Bank, später DZ-Bank) in Frankfurt am Main-Innenstadt, Anbau 1957 (2011 beide abgerissen)[4]
- 1956: Wiederaufbau der evangelischen Erlöserkirche in Frankfurt am Main-Oberrad (mit Fenstergestaltung)
- 1959–1964 Demonstrativbauvorhaben für die GAGFAH in Berlin-Reinickendorf mit Georg Lichtfuß
- 1960: Unitarische Weihehalle in Frankfurt am Main-Innenstadt
- 1962: evangelische Petruskirche in Gießen[5]